# 堀田正愛
堀田 正愛（ほった まさちか）は、江戸時代後期の大名。下総国佐倉藩4代藩主。官位は従五位下・相模守。正俊系堀田家8代。

## 生涯
寛政11年（1799年）1月13日、堀田正功（2代藩主・堀田正順の嫡男）の長男として誕生した。正功は享和2年（1802年）に早世したため、3代藩主には叔父の堀田正時が就任した。正時が文化8年（1811年）に死去すると、その養子として家督を継いだが、この際に今度は正時の末子として前年に誕生していた正睦を世子に立て、藩主の座を正時系に譲ろうとしている。
佐倉藩では22万1160両の借金に悩まされていた。ところが、文政4年（1821年）に陸奥国白河藩の松平定信・定永親子から、江戸湾警備の負担に耐え切れないことを理由に、江戸湾に近い同規模の佐倉への転封希望が出された。正愛は移封が大きな負担になることを恐れて、若年寄だった同族の堅田藩主・堀田正敦と協力してこれを食い止めた。その見返りとして、白河藩に替わって佐倉藩が江戸湾警備にあたるとする密約が交わされたと言われる（実際、2年後に勘定奉行遠山景晋より佐倉藩に対して、白河藩の桑名藩移封を理由に江戸湾警備の交替が命じられている）。そのため正愛は、向之益（藤左衛門）を用いて財政再建を主とした藩政改革を行なった。主な改革は質素倹約、藩債の整理、蔵元制度の改革などであったが、これらはいずれも効果がほとんどなかった。また、たび重なる外国船の出没に備えた海防警備強化により、江戸湾以外の房総沿岸も管轄に含まれることになり、さらなる財政負担が重くのしかかった。晩年は向之益の急死に加えて、自身も病気がちで政務が執れない状況にあったため、堅田藩の正敦が事実上の後見役に就いた。
正愛自身は蒲柳の質、すなわち病弱で平時から薬餌を離さなかったが、文政5年（1822年）春には肝臓を患い、文政7年（1824年）秋には危険な状態になった。一方で正愛の実子は、文政2年（1819年）10月に側室との間に生まれるも翌年に早世した。このため、重臣の金井右膳が支藩の佐野藩から正敦の孫の正修を養子を迎えようとするなど、後継者問題でも混乱するが、正愛が死ぬ前の11月に老臣らを糾して、12月6日には正睦を正式に世子にすることを決定し、幕府の許しも得た。その直後の文政7年（1824年）12月28日に死去した。享年26。

## 逸話
- 財政改革で行なった質素倹約は特に厳しいもので、自らもかなり質素にしていたという。そのため、譜代の名門小笠原家から嫁いできた最初の正室・鈴姫はあまりの質素さに驚いて離縁し、実家に戻った。

## 系譜
- 父：堀田正功（1779年 - 1802年）
- 母：豊瀬 - 大島氏
- 養父：堀田正時（1761年 - 1811年）
- 正室：鈴姫 - 小笠原忠固の長女
- 継室：幾千姫、謙映院 - 松平治郷の娘
- 側室
  - 男子：雄之丞（1819年 - 1820年）
- 養子
  - 男子：堀田正睦（1810年 - 1864年） - 堀田正時の次男
  - 女子：幸 - 本多忠考正室、堀田正時の娘